# Willingdon and Jevington
Willingdon and Jevington is een civil parish in het bestuurlijke gebied Wealden, in het Engelse graafschap East Sussex met 7440 inwoners.